# جانور (فیلم ۱۹۶۵)
جانور یا حیوان (به هندی: Janwar) فیلمی هندی محصول سال ۱۹۶۵ و به کارگردانی باپی سونی است. در این فیلم بازیگرانی همچون شامی کاپور، راجشری، پریتویراج کاپور، رحمان، شیاما و آچالا ساچدف ایفای نقش کرده‌اند.